# Biggin Hill
Biggin Hill – miasto Londynu, leżąca w gminie London Borough of Bromley. W 2011 miasto liczyło 9951 mieszkańców.